# John Thomas Woolhouse
John Thomas Woolhouse (getauft am 23. Dezember 1664 in Halstead; † 26. Januar 1734) war ein englischer Augenarzt.

## Leben
John Thomas Woolhouse, der einer alten Augenarztfamilie entstammte und am 23. Dezember 1664 in der St. Andrew’s Church getauft wurde, besuchte die Westminster School und das Trinity College in Cambridge, unternahm anschließend eine Bildungsreise durch Europa, ließ sich als Augenarzt in London nieder und stand im Dienst des englischen Königs Jakob II. von England. In der Zeit von 1700 bis 1730 war er in Paris tätig und ist dabei 1711 als Chirurg am Hôpital des Quinze-Vingts nachweisbar.
Wie John Taylor, der den Starstich praktizierte und dazu als Okulist weit umherreiste, war auch Woolhouse ein geschäftstüchtiger Gegner der damals sich etablierenden Lehrmeinung, dass der Graue Star seine Ursache in der Augenlinse hat.
John Thomas Woolhouse wurde 1721 Fellow der Royal Society und 1723 unter der Präsidentschaft von Jacob Paul von Gundling auswärtiges Mitglied der Preußischen Akademie der Wissenschaften.
Am 14. Juni 1726 wurde John Thomas Woolhouse unter der Präsidentschaft des Mediziners und Naturforschers Lukas Schröck mit dem akademischen Beinamen Demosthenes unter der Matrikel-Nr. 387 zum Mitglied der Leopoldina gewählt.
Einer seiner Schüler war der Mediziner Johann Zacharias Platner.

## Schriften
- Expériences des différentes opérations manüelles et des guérisons spécifiques, que le sieur de Woolhouse, gentil-homme & oculiste anglois, a toujours pratiquées aux yeux. Guillaume Valleyre, Paris 1712 (Digitalisat)